# Andreas Reinicke

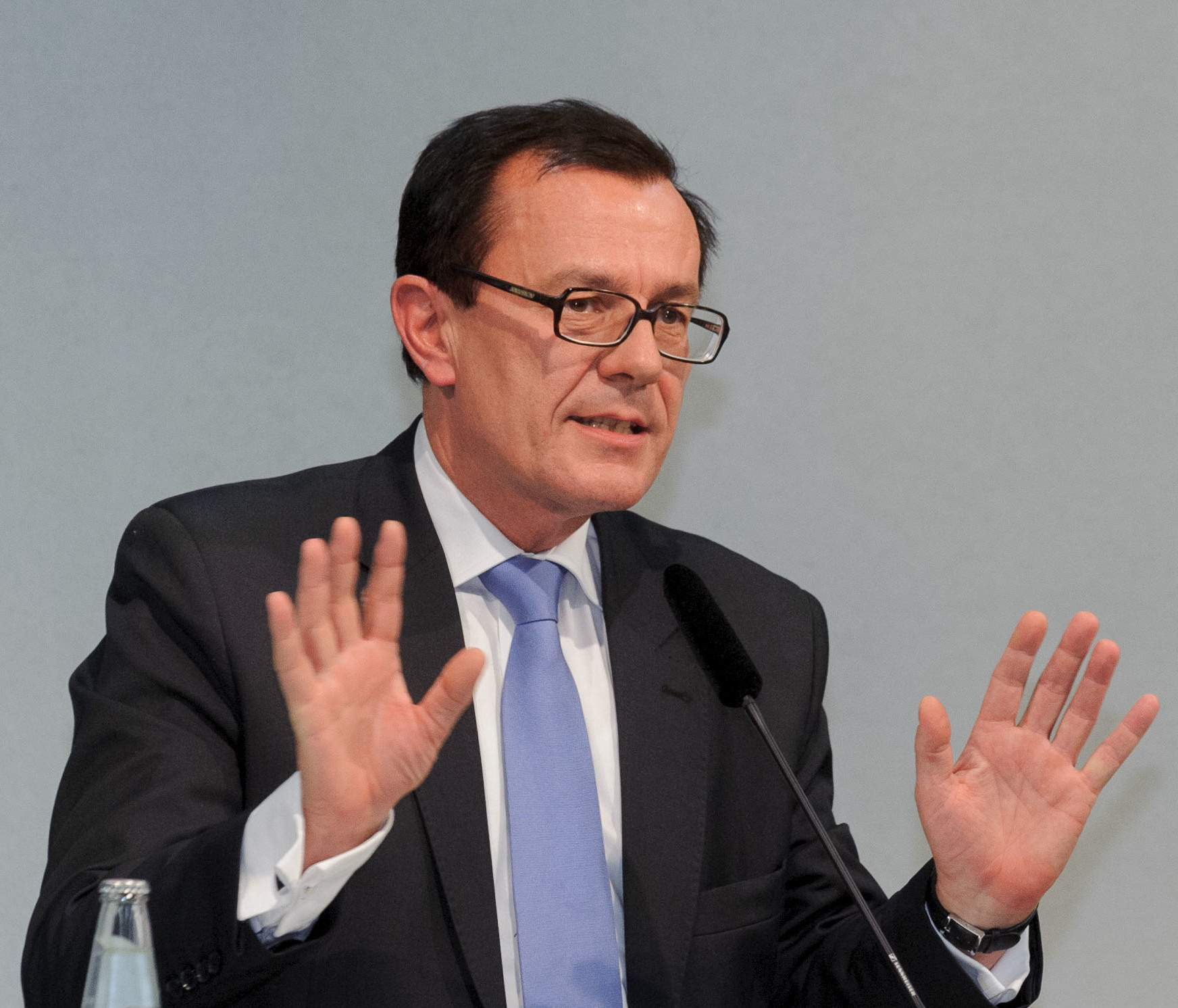
Andreas Reinicke, 2012

Andreas Reinicke (* 3. Februar 1955 in Bielefeld) ist ein pensionierter deutscher Diplomat. Vor seiner Pensionierung war er von 2014 bis 2020 Botschafter in Tunesien. Er ist seit 2021 Direktor des Deutschen Orient-Instituts in Berlin.

## Leben
Nach dem Abitur studierte Reinicke von 1974 bis 1980 Rechtswissenschaft an der Justus-Liebig-Universität Gießen. 1986 erwarb er einen Master of Laws an der University of Cambridge und legte 1990 an der Universität Gießen seine Promotion zum Dr. jur. mit einer Dissertation zum Thema Die angemessene Nutzung gemeinsamer Naturgüter: eine Studie zum Umweltvölkerrecht ab.
Im Anschluss trat er in den Auswärtigen Dienst ein und fand nach Abschluss der Laufbahnprüfung Verwendungen in der Zentrale des Auswärtigen Amtes sowie an verschiedenen Auslandsvertretungen. Von 2001 bis 2004 war er Leiter des Vertretungsbüros bei der Palästinensischen Autonomiebehörde in Ramallah.
Seit 2008 war Andreas Reinicke als Nachfolger von Volkmar Wenzel, der wiederum Botschafter in Saudi-Arabien wurde, Botschafter in Syrien.
Am 1. Februar 2012 übernahm er als Nachfolger von Marc Otte für ein bis zum 31. Dezember 2013 dauerndes Mandat das Amt des EU-Sonderbeauftragten für den Friedensprozess im Nahen Osten. In dieser Funktion unterstützte er die Arbeit der Hohe Vertreterin der EU für Außen- und Sicherheitspolitik, Catherine Ashton.
Anfang 2014 wurde Reinicke als Botschafter nach Tunesien delegiert, wo er Jens Plötner ablöste. Auf diesem Posten blieb er bis 2020. Anlässlich seines Abschieds wurde ihm vom Präsident der Republik Tunesien, Kaïs Saïed, der Orden der Republik im Rang eines Großoffiziers verliehen.
Nach seiner Pensionierung nahm er die Tätigkeit als Direktor des Deutschen Orient-Instituts in Berlin auf.
Reinicke hat zwei Kinder.